# Troják (zbraň)

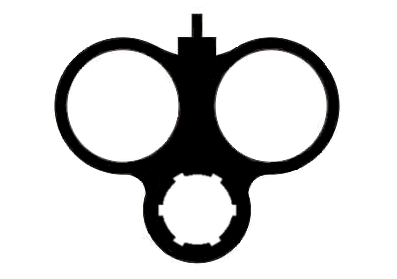
Průřez hlavní

Troják je jeden z druhů kombinovaných zbraní, zkonstruovaných obvykle pro lovecké účely. Jedná se o dlouhou palnou zbraň s lůžkovým závěrem tj. má sklopné hlavně. V hlavňovém svazku je pak umístěna jedna kulová hlaveň nad, nebo pod svazkem dvou brokových hlavní stejné ráže, které jsou umístěny vedle sebe. Velkou výhodou této zbraně je univerzálnost při čekané, zejména pak možnost rychlého opakování brokové rány, oproti běžněji rozšířeným kulobrokovým kozlicím, nebo obojetnicím. Nevýhodou je větší hmotnost této zbraně. V současné době vyrábí trojáky řada firem, např. Krieghoff, Heym. Výroba těchto zbraní je náročná na přesnost, zejména na soustřel hlavní ve svazku. Z náročnosti na výrobu je odvozena také cena těchto zbraní.